# Simbolo del siclo

I due modi di rappresentare il siclo. Il simbolo "₪" a sinistra e l'abbreviazione "ש״ח" a destra possono essere utilizzati in modo intercambiabile.

Il simbolo del siclo (₪) è un simbolo di valuta usato per il siclo, il quale è la valuta con corso legale in Israele.

## Il siclo israeliano (dal 1986 ad oggi)
Il siclo israeliano è chiamato in ebraico "שקל חדש" (sheqel ḥadash, (in IPA ˈʃekel χaˈdaʃ), traslitterato come "Nuovo siclo") o con l'acronimo "ש״ח" (in IPA ʃaχ). Il simbolo è il risultato della combinazione delle due lettere ebraiche che ne costituiscono l'acronimo (la prima lettera di ognuna delle due parole): ("ש" e "ח"). Qualche volta il simbolo "₪" (Unicode 20AA) è usato dopo il numero, mentre altre volte si utilizza l'acronimo "ש״ח".

Il simbolo di una strada israeliana a pedaggio

Il simbolo del siclo, così come il simbolo del dollaro ("$"), è normalmente scritto a sinistra del numero (cioè "₪12,000" e non "12,000₪"), ma, poiché la lingua ebraica è scritta da destra a sinistra, il simbolo è in pratica scritto dopo il numero. Esso non è nemmeno scritto separato dal numero che lo precede, o è separato solo da un singolo carattere di spazio.
A differenza del simbolo del dollaro, il simbolo del nuovo siclo israeliano non è usato così spesso nella scrittura a mano degli importi monetari.
Il segnale stradale che annuncia l'ingresso in una strada israeliana a pedaggio, Highway 6, è il simbolo del siclo con una strada sullo sfondo.

### Unicode e Input
Il simbolo ha un proprio codice Unicode. È stato introdotto nell'Unicode sin dal giugno 1993, con la versione 1.1.0.
Secondo la tastiera per PC standard per l'ebraico (SI 1452), si deve digitare AltGr-A. Il simbolo del siclo, ad ogni modo, non è stampato sulla maggior parte delle tastiere vendute in Israele, ed il simbolo è raramente utilizzato nella digitazione quotidiana.